# Glypta dreisbachi
Glypta dreisbachi là một loài tò vò trong họ Ichneumonidae.